# 馬可居先說

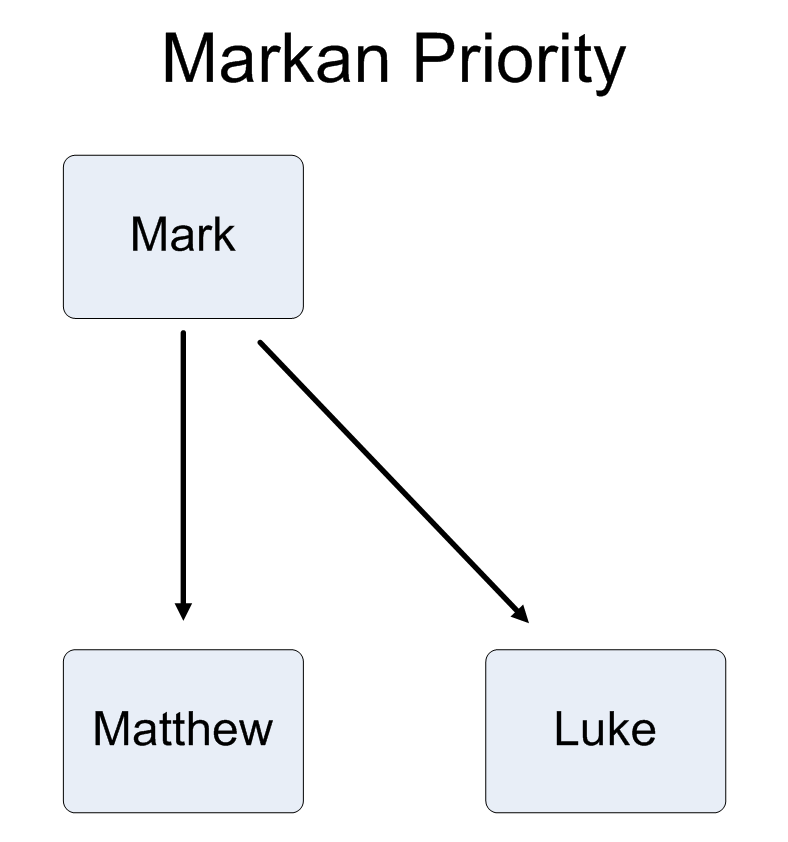
根據馬可居先說，馬可福音最早被寫作出來，並且成為隨後《馬太福音》與《路加福音》的來源

馬可居先說（英語：Markan priority），又稱馬可優先說，新約聖經研究的一個假說。這個假說認為在對觀福音書中，最早出現的是《馬可福音》，隨後出現的《馬太福音》與《路加福音》都引用《馬可福音》作為他們的來源。聖經學者藉由不同書籍之間的比較語言學分析、版本分析與文本比較，確立了這個假說。這個假說於18世紀出現後，就成為新約聖經學者中的主流見解。
在馬可居先說出現之後，學者發現《馬太福音》與《路加福音》當中有些內容，在《馬可福音》中並未出現。他們認為《馬太福音》與《路加福音》在《馬可福音》之外，應該還有參考另外的文件，稱為Q來源，因此建立了雙源假說。

## 概論
傳統說法，在四福音書中，最早出現的是《馬太福音》。這個說法常被溯源至聖奧古斯丁，被稱為奧古斯丁假說，或是馬太居先說。
在1786年，德國學者Gottlob Christian Storr首次提出《馬可福音》早於《馬太福音》的說法，被稱為馬可居先說。
馬可居先說，解釋了對觀福音問題中的三重傳統（triple tradition）。馬可福音當中76%的內容，都可以在《馬太福音》與《路加福音》當中發現。根據文本分析的方法，這一派學者認為，《馬可福音》出現的時間最早，《馬太福音》與《路加福音》都曾參考《馬可福音》。